# Lijst van commandanten van het KNIL

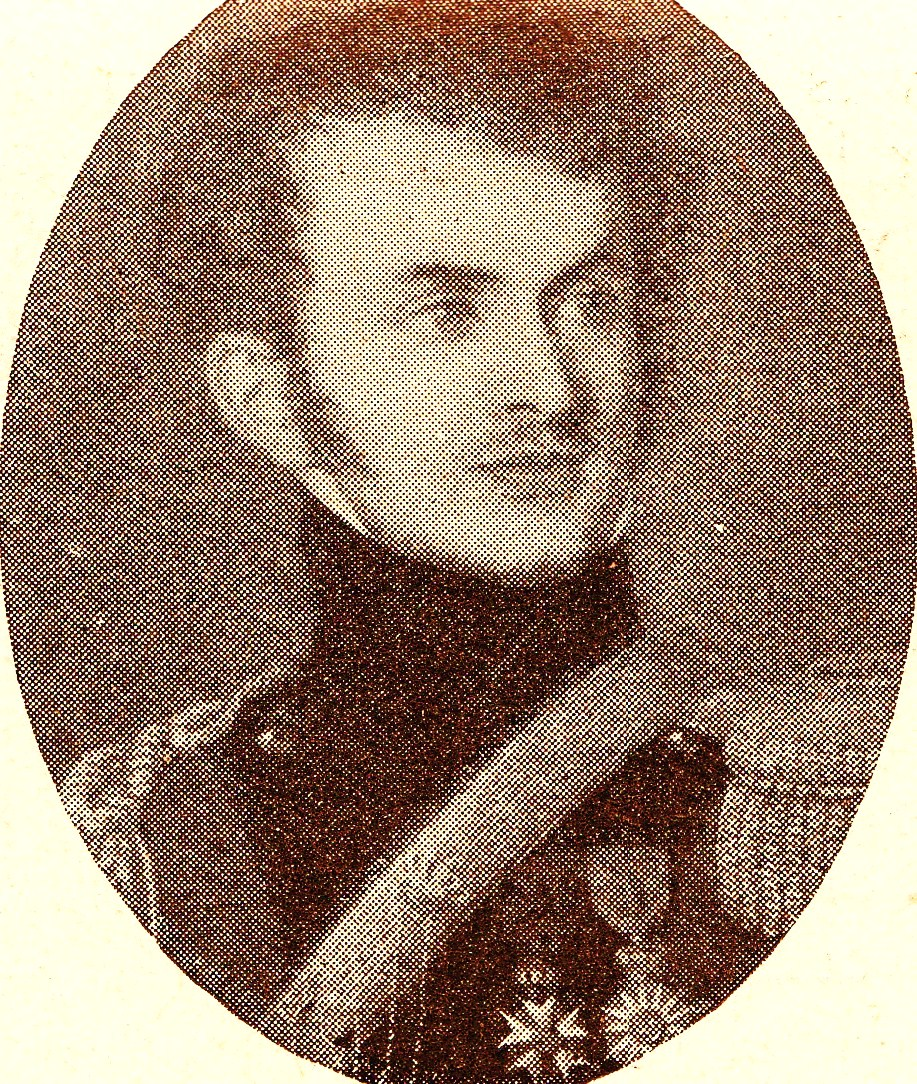
H.J.J.L ridder de Stuers

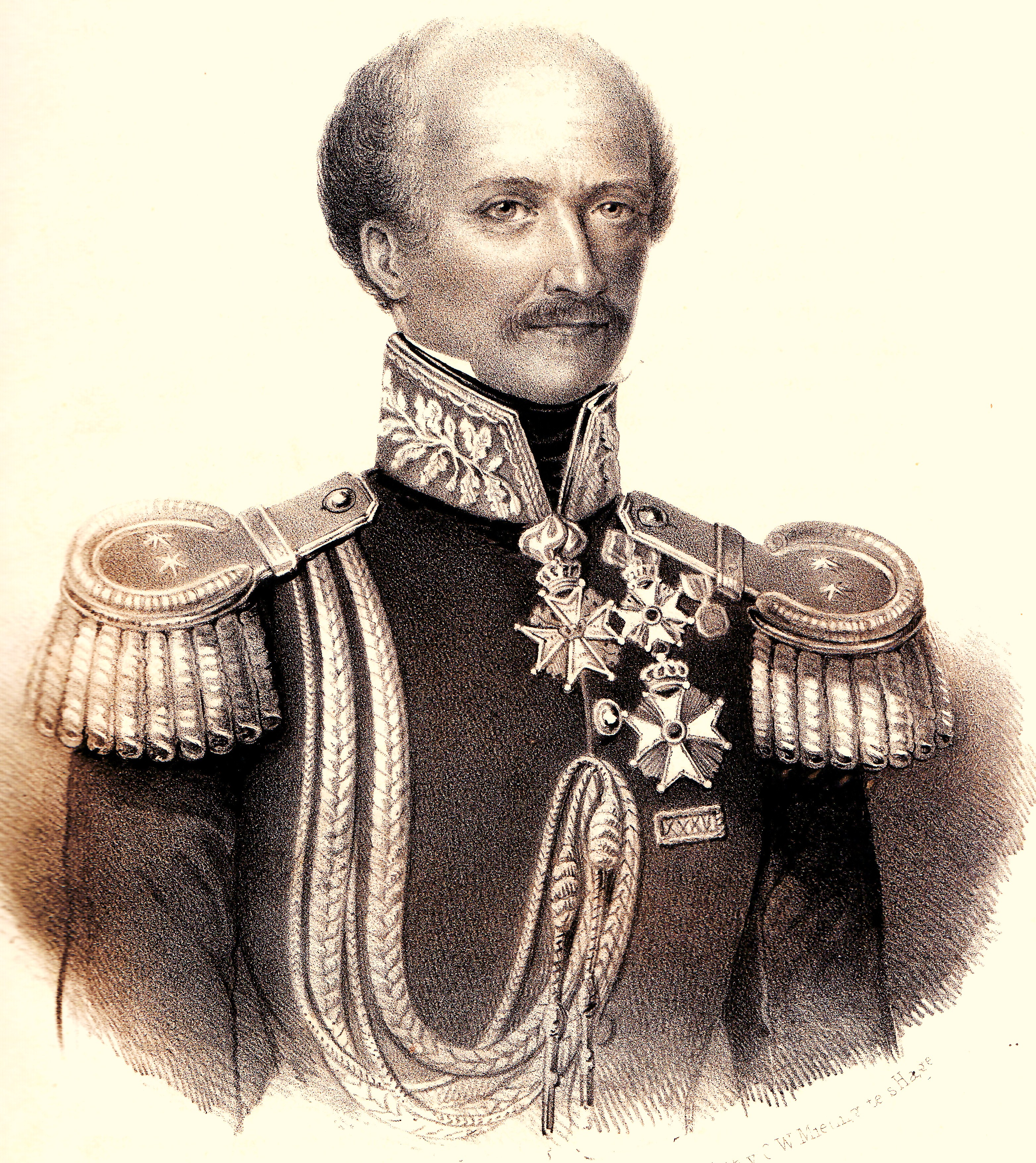
A.V. Michiels

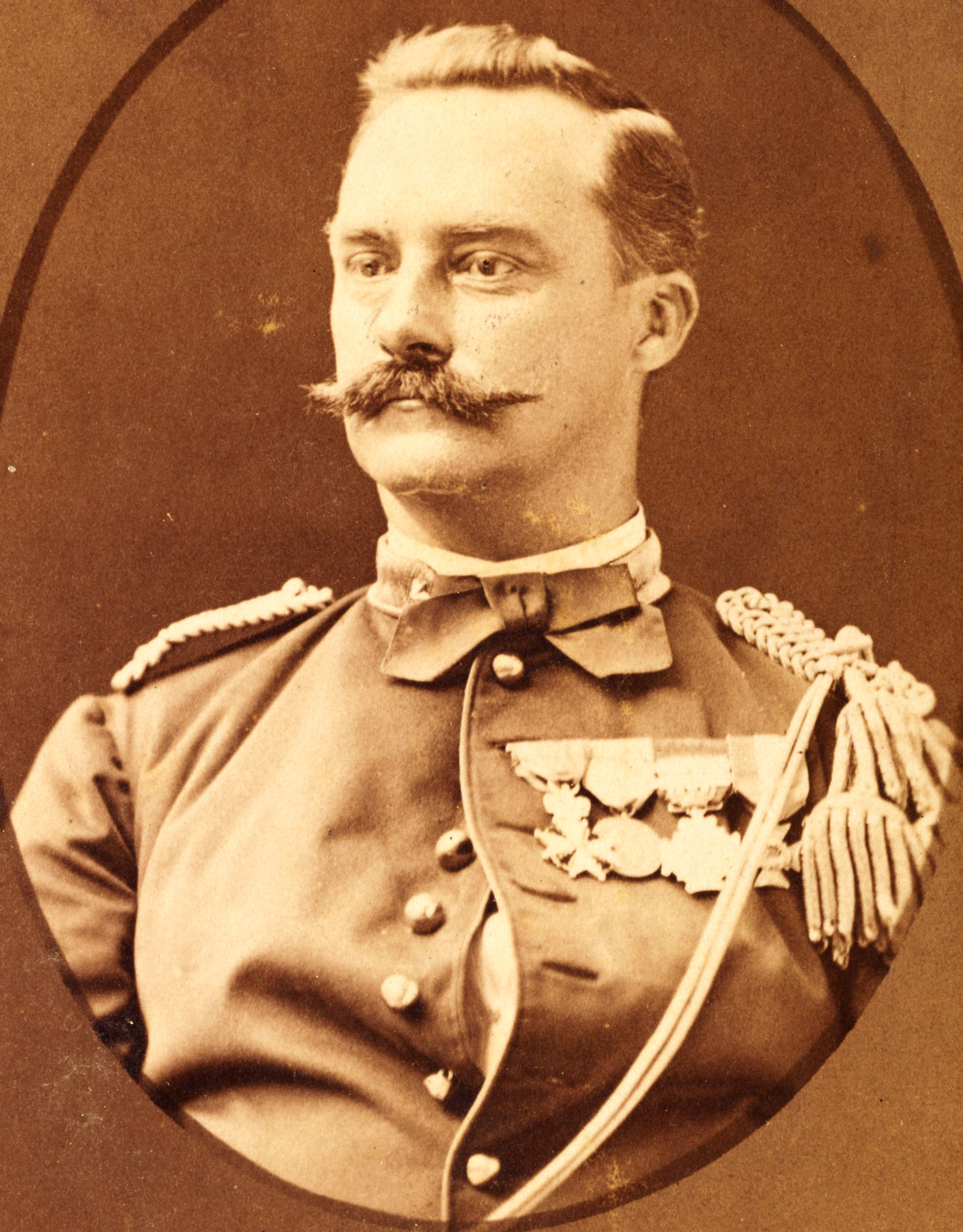
J.A. Vetter

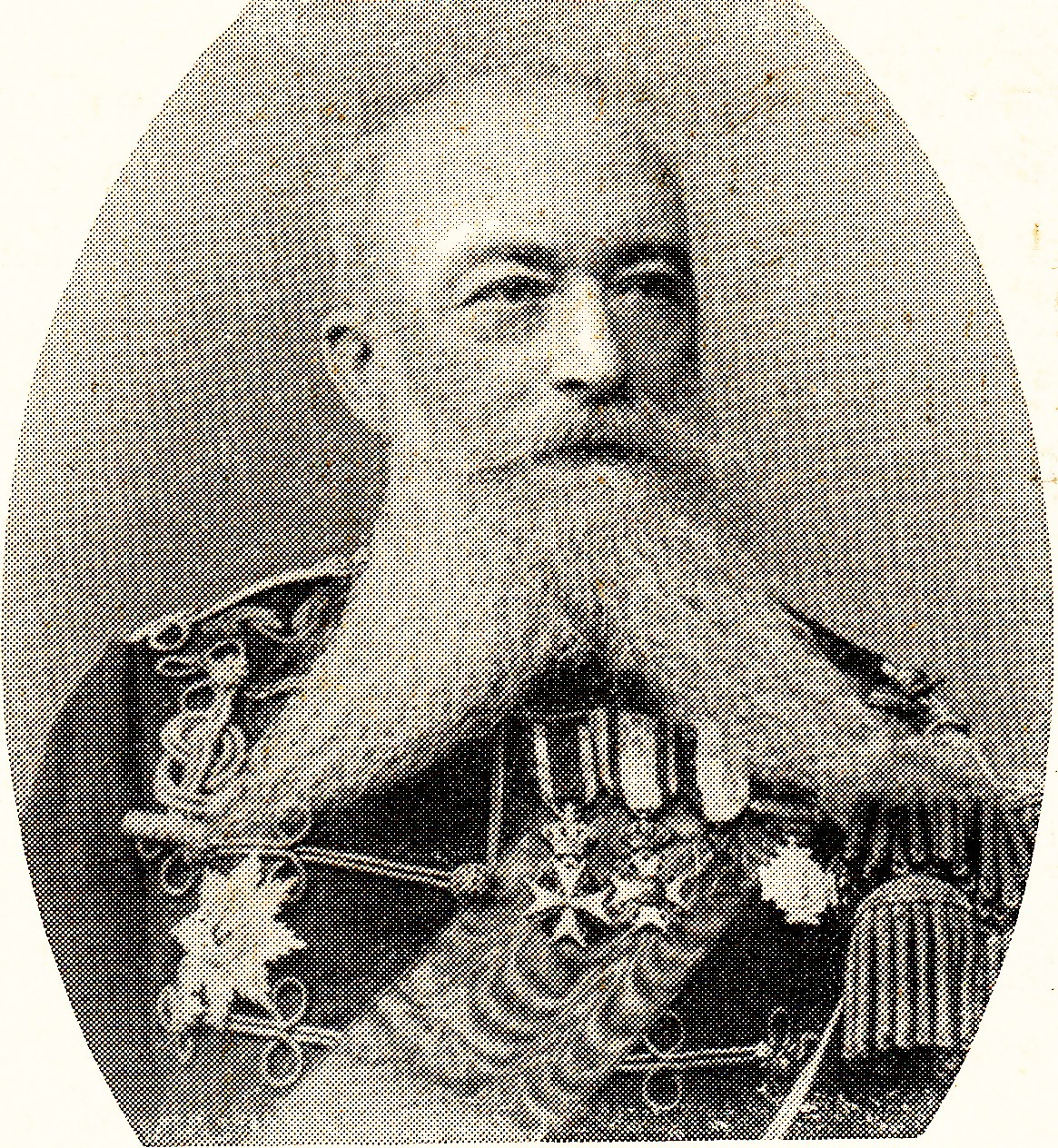
Th.J.A. van Zijll de Jong

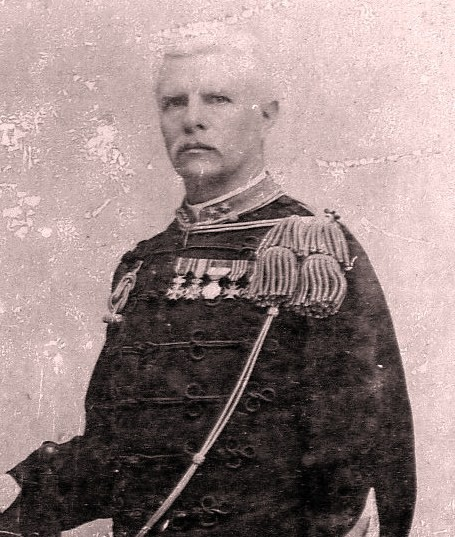
W. Boetje

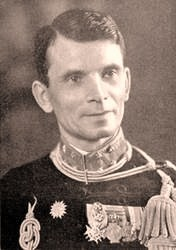
G.J. Berenschot

Hieronder staat een lijst van commandanten van het Koninklijk Nederlandsch-Indisch Leger van 1815 tot en met 1950.
| Namen                         | In welke rang of betrekking werkzaam geweest   | Levensjaren | Commandant                                     |
| ----------------------------- | ---------------------------------------------- | ----------- | ---------------------------------------------- |
| C.H.W. Anthing                | generaal-majoor                                | 1766-1823   | 1815-1819                                      |
| G.A.G.P. van der Capellen     | gouverneur-generaal                            | 1778-1848   | 1819-1819                                      |
| H.M. de Kock                  | generaal-majoor                                | 1779-1845   | 1819-1822                                      |
| J.J. van Geen                 | generaal-majoor                                | 1775-1846   | 1822-1828                                      |
| H.M. de Kock                  | generaal-majoor                                | 1779-1845   | 1828-1828                                      |
| B. Bischoff                   | generaal-majoor                                | 1787-1829   | 1828-1828                                      |
| H.M. de Kock                  | generaal-majoor                                | 1779-1845   | 1829-1830                                      |
| J. van den Bosch              | gouverneur-generaal                            | 1780-1844   | 1830-1831                                      |
| H.J.J.L ridder de Stuers      | luitenant-generaal                             | 1788-1861   | 1830-1835                                      |
| F.D. Cochius                  | generaal-majoor                                | 1786-1876   | 1835-1847                                      |
| C. van der Wijck              | generaal-majoor                                | 1797-1852   | 1847-1849                                      |
| A.V. Michiels                 | luitenant-generaal                             | 1797-1849   | 1849-1849                                      |
| K.B. hertog van Saksen-Weimar | luitenant-generaal                             | 1792-1862   | 1849-1851                                      |
| G. Bakker                     | generaal-majoor                                | 1801-1869   | 1851-1854                                      |
| F.V.H.A. ridder de Stuers     | luitenant-generaal                             | 1792-1881   | 1854-1858                                      |
| J. van Swieten                | luitenant-generaal                             | 1807-1888   | 1858-1862                                      |
| C.A. de Brauw                 | luitenant-generaal                             | 1809-1862   | 1862 (overleden maar wel al officieel benoemd) |
| C.P. Schimpf                  | luitenant-generaal                             | 1812-1886   | 1862-1865                                      |
| A.J. Andresen                 | luitenant-generaal                             | 1808-1872   | 1865-1869                                      |
| W.E. Kroesen                  | luitenant-generaal                             | 1817-1873   | 1869-1873                                      |
| N.H.W.S. Whitton              | luitenant-generaal                             | 1816-1880   | 1873-1875                                      |
| G.P. de Neve                  | luitenant-generaal                             | 1823-1888   | 1875-1879                                      |
| H.G. Boumeester               | luitenant-generaal                             | 1831-1894   | 1879-1883                                      |
| K.F. Pfeiffer                 | luitenant-generaal                             | 1834-1901   | 1883-1885                                      |
| A. Haga                       | luitenant-generaal                             | 1834-1902   | 1887-1889                                      |
| Th.J.A. van Zijll de Jong     | luitenant-generaal                             | 1836-1917   | 1889-1893                                      |
| A.R.W. Gey van Pittius        | luitenant-generaal                             | 1838-1896   | 1893-1895                                      |
| J.A. Vetter                   | luitenant-generaal                             | 1837-1907   | 1895-1897                                      |
| L. Swart                      | luitenant-generaal                             | 1847-1909   | 1897-1900                                      |
| H.C.P. de Bruijn              | luitenant-generaal                             | 1847-1903   | 1900-1903                                      |
| J.C. van der Wijck            | generaal-majoor                                | 1848-1919   | 1903-1903                                      |
| W. Boetje                     | luitenant-generaal                             | 1849-1943   | 1903-1905                                      |
| G.J. van Kooten               | luitenant-generaal                             | 1851-1923   | 1905-1905                                      |
| J.C. van der Wijck            | generaal-majoor                                | 1848-1919   | 1905-1907                                      |
| M.B. Rost van Tonningen       | luitenant-generaal                             | 1852-1927   | 1907-1909                                      |
| P.C. van der Willigen         | luitenant-generaal                             | 1859-1910   | 1909-1910                                      |
| G.C.E. van Daalen             | luitenant-generaal                             | 1863-1930   | 1910-1914                                      |
| J.P. Michielsen               | luitenant-generaal                             | 1862-1916   | 1914-1916                                      |
| H.C. Kronouer                 | luitenant-generaal                             | 1863-1932   | 1916-1916                                      |
| W.R. de Greve                 | luitenant-generaal                             | 1864-1924   | 1916-1918                                      |
| C.H. van Rietschoten          | luitenant-generaal                             | 1862-1942   | 1918-1920                                      |
| G.K. Dijkstra                 | luitenant-generaal                             | 1867-1946   | 1920-1922                                      |
| F.J. Kroesen                  | luitenant-generaal                             | 1870-1952   | 1922-1924                                      |
| K.F.E. Gerth van Wijk         | luitenant-generaal                             | 1870-1935   | 1924-1926                                      |
| W.A. Blits                    | luitenant-generaal                             | 1874-1949   | 1926-1926                                      |
| H.L. La Lau                   | luitenant-generaal                             | 1876-1945   | 1926-1929                                      |
| H.A. Cramer                   | luitenant-generaal                             | 1877-1951   | 1929-1932                                      |
| J.C. Koster                   | luitenant-generaal                             | 1882-1963   | 1932-1935                                      |
| M. Boerstra                   | luitenant-generaal                             | 1883-1953   | 1935-1939                                      |
| G.J. Berenschot               | luitenant-generaal                             | 1887-1941   | 1939-1941                                      |
| H. ter Poorten                | luitenant-generaal                             | 1887-1968   | 1941-1942                                      |
| L.H. van Oyen                 | luitenant-generaal                             | 1889-1953   | 1943-1946                                      |
| S.H. Spoor                    | luitenant-generaal, vanaf 23 mei 1949 generaal | 1902-1949   | 1946-1949                                      |
| D.C. Buurman van Vreeden      | luitenant-generaal                             | 1902-1964   | 1949-1950                                      |